# Hold That Kiss
Pour plus de détails, voir Fiche technique et Distribution.
Hold That Kiss est un film américain réalisé par Edwin L. Marin et sorti en 1938.

## Fiche technique
- Réalisation : Edwin L. Marin
- Scénario : Stanley Rauh (en)
- Production : John W. Considine Jr.
- Photographie : George J. Folsey,
- Montage : Ben Lewis
- Musique : Edward Ward
- Genre : Comédie[1], Romance[2]
- Producteur : Metro-Goldwyn-Mayer
- Durée : 75 ou 79 minutes
- Date de sortie :
  - États-Unis : 13 mai 1938

## Distribution
- Maureen O'Sullivan : June Evans
- Dennis O'Keefe : Tommy Bradford
- Mickey Rooney : Chick Evans
- George Barbier : Mr. J. Westley Piermont
- Jessie Ralph : tante Lucy McCaffey
- Edward Brophy : Al
- Fay Holden : Mrs. Emily Evans, la mère de June
- Frank Albertson : Steven Evans, le frère de June
- Phillip Terry : Ted Evans
- Ruth Hussey : Nadine Piermont Kent, Piermont's daughter
- Barnett Parker : Maurice